# Czerniejów (powiat lubelski)
Czerniejów – wieś w Polsce położona w województwie lubelskim, w powiecie lubelskim, w gminie Jabłonna. Przez wieś płynie rzeka Czerniejówka. Leży przy drodze wojewódzkiej nr 835.
W latach 1975–1998 miejscowość należała administracyjnie do województwa lubelskiego.
Wieś stanowi sołectwo gminy Jabłonna. Według Narodowego Spisu Powszechnego z roku 2011 wieś liczyła 846 mieszkańców.
W Czerniejowie znajduje się XVII wieczny kościół Św. Wawrzyńca

## Historia
W 1432 roku, Władysław Jagiełło mocą dokumentu nadał lubelskiemu klasztorowi św. Brygidy wsie Czerniejów i Skrzynice. W latach 1608–1611 powstał kościół z cegły i kamienia w stylu Renesansu Kalisko - Lubelskiego. Nowy kościół powstał dzięki Ksieni sióstr Brygidek..

## Turystyka

### Szlaki turystyczne
- Szlak Renesansu Lubelskiego